# Psathyrella maculata
Psathyrella maculata är en svampart som först beskrevs av C.S. Parker, och fick sitt nu gällande namn av A.H. Sm. 1972. Psathyrella maculata ingår i släktet Psathyrella och familjen Psathyrellaceae.  Arten är reproducerande i Sverige. Inga underarter finns listade i Catalogue of Life.